# علم تصویر
علم تصویر (به آلمانی: Bildwissenschaft) شاخه‌ای میان‌رشته‌ای از علوم انسانی است که به مطالعهٔ نظری، تاریخی، فلسفی و فرهنگی تصویر می‌پردازد. این حوزه، با تمرکز بر تحلیل تصاویر بصری و جایگاه آن‌ها در فرهنگ، ادراک و رسانه، در تقاطع رشته‌هایی همچون تاریخ هنر، فلسفه، مطالعات فرهنگی، انسان‌شناسی، و نظریه رسانه قرار دارد.

## تعریف
علم تصویر به بررسی تصویر نه تنها به عنوان ابژه‌ای زیباشناختی، بلکه به عنوان یک رسانه، ابزار شناخت، و عنصر بنیادین در ساختار فرهنگی و اجتماعی می‌پردازد. برخلاف دیدگاه‌های سنتی که تصویر را بازنمایی سادهٔ واقعیت می‌دانند، علم تصویر بر «منطق خاص تصویر» تأکید می‌کند، منطقی که متفاوت از زبان نوشتاری و گفتاری است.

## تاریخچه

### پیش‌زمینه‌ها
اندیشه در باب تصویر از دوران یونان باستان آغاز می‌شود. افلاطون تصویر را سایه‌ای از حقیقت می‌دانست و ارسطو در بوطیقا به نقش میمسیس اشاره کرده‌است. در قرون وسطی و رنسانس، تصویر عمدتاً در بستر دین و هنر دینی فهم می‌شد.

### پیدایش رشته
در اواخر قرن بیستم، با تأثیرپذیری از چرخش تصویری (Visual Turn) در علوم انسانی، شاخه‌ای نوین با عنوان «علم تصویر» در سنت اندیشه آلمانی شکل گرفت. هانس بلتینگ، گوتفرید بوم، هورست برشت‌کامپ و وی.جی.تی. میچل از چهره‌های کلیدی این حرکت بودند. این متفکران، جایگاه تصویر را در برابر زبان و متن بازاندیشی کرده و بر قدرت شناختی تصویر تأکید نمودند.

## مفاهیم کلیدی
- تاریخ انسان‌شناختی تصویر (هانس بلتینگ): بلتینگ تصویر را در پیوند سه‌گانهٔ «بدن – رسانه – تصویر» تحلیل می‌کند.
- چرخش تصویری (گوتفرید بوم): گذار از تمرکز بر زبان به تمرکز بر تصویر در مطالعات فرهنگی.
- منطق تصویر: تصویر به‌مثابه شکلی از اندیشیدن، مستقل از زبان.
- تصویر فعال (هورست برشت‌کامپ): تصویر نه فقط بازنمایی، بلکه کنشگر فرهنگی است.
- تصویر و میل (ویلیام جی.تی. میچل): تصویر چه می‌خواهد؟ چه نقش روانی و اجتماعی بازی می‌کند؟

## اندیشمندان برجسته

### هانس بلتینگ
مورخ هنر و بنیان‌گذار مکتب انسان‌شناسی تصویر. اثر مهم او An Anthropology of Images به تحلیل فرهنگی تصویر می‌پردازد.

### گوتفرید بوم
مبدع مفهوم «چرخش تصویری» و نویسنده کتاب Was ist ein Bild?. تصویر را ساحتی برای اندیشیدن می‌داند.

### هورست برد‌کامپ
پژوهشگر تاریخ تصویر در علوم و فنون. تأکید بر تصویر به عنوان عاملی کنشگر در تولید دانش.

### وی.جی.تی. میچل
نظریه‌پرداز آمریکایی و نویسنده کتاب‌های Picture Theory و What Do Pictures Want?. نقش تصویر در ایدئولوژی و رسانه را تحلیل می‌کند.

## کتاب‌های مرجع
- Hans Belting – An Anthropology of Images: Picture, Medium, Body (2011)
- Gottfried Boehm – Was ist ein Bild? (1994)
- Horst Bredekamp – The Technical Image: A History of Styles in Scientific Imagery (2015)
- W.J.T. Mitchell – Iconology: Image, Text, Ideology (1986)
- W.J.T. Mitchell – Picture Theory: Essays on Verbal and Visual Representation (1994)
- W.J.T. Mitchell – What Do Pictures Want? (2005)

## نسبت با دیگر رشته‌ها
علم تصویر با رشته‌های زیر پیوند دارد:
- تاریخ هنر
- فلسفه هنر
- انسان‌شناسی تصویری
- نشانه‌شناسی
- نظریه رسانه
- مطالعات فرهنگی

## نقدها
برخی منتقدان معتقدند علم تصویر ممکن است با تاریخ هنر سنتی هم‌پوشانی داشته و یا در انتزاع نظری فرو رود. همچنین خطر نادیده‌گرفتن جنبه‌های تکنولوژیک و مادی تولید تصویر نیز مطرح شده‌است.